# 卡蘭恰克

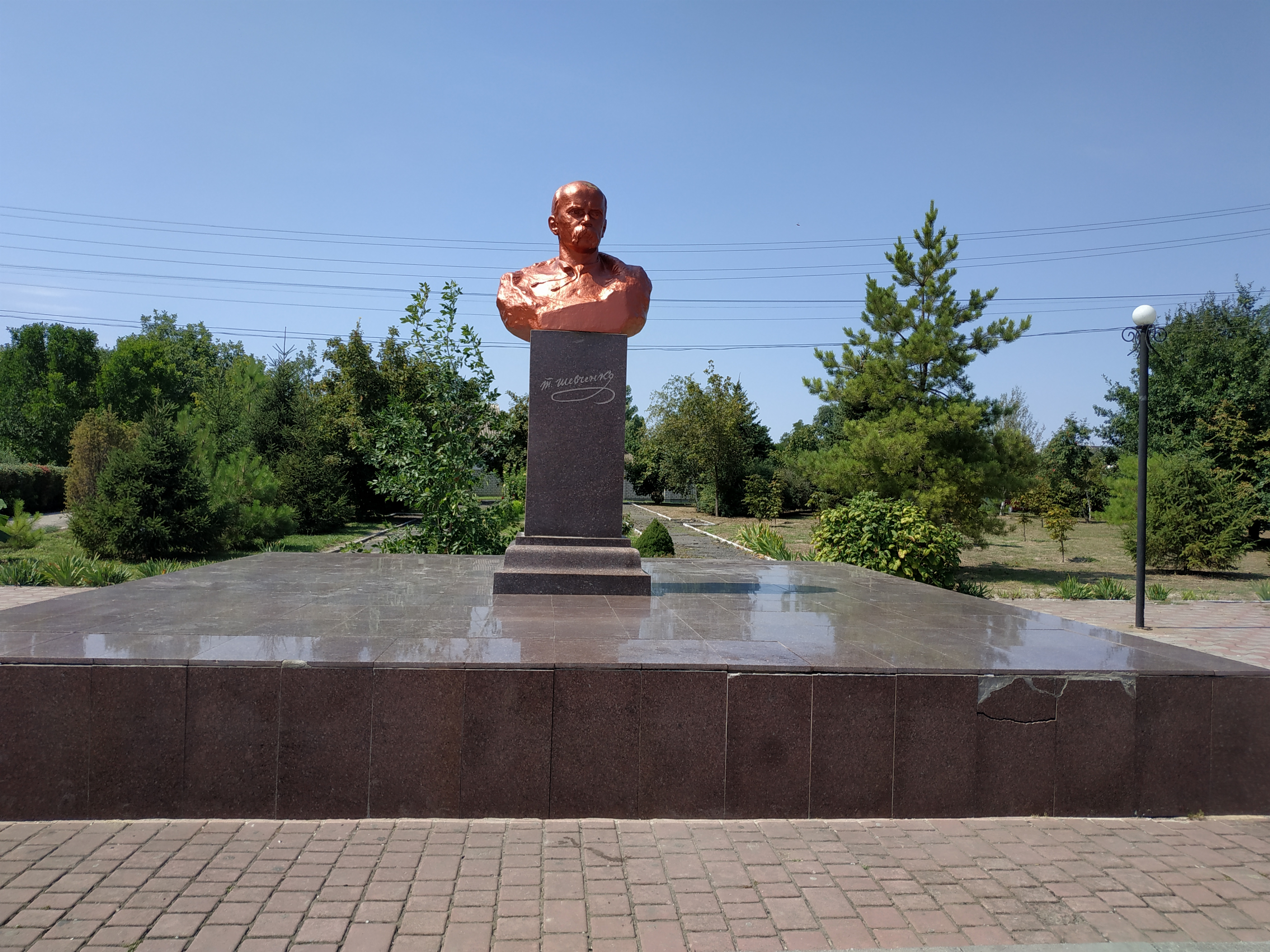
塔拉斯·谢甫琴科雕像

卡蘭恰克（羅馬化：Kalanchak）是烏克蘭南部赫爾松州斯卡多夫斯克區卡兰恰克市镇内的市級鎮及其行政中心。始建於1794年，面積21.71平方公里，海拔高度4米，2011年人口9,518，人口密度每平方公里438.4人。